# Proboscidea althaeifolia
Espèce
Classification APG III (2009)
Proboscidea althaeifolia est une espèce de plantes à fleurs de la famille des Pedaliaceae selon la classification classique, ou des Martyniaceae selon la classification phylogénétique. La plante est originaire des États-Unis.

## Description morphologique

### Appareil végétatif
Cette plante aux tiges rampantes ne s'élève guère au-dessus de 30 cm de hauteur, mais les tiges peuvent courir sur 90 cm au sol. Les feuilles, aux longs pétioles, ont un limbe mesurant entre 2 et 7,5 cm de long. Elles sont charnues, arrondies, et leur marge peut être entière, festonnée ou lobée.

### Appareil reproducteur
La floraison a lieu entre juin et septembre. 
L'inflorescence est une grappe de quelques fleurs jaune-verdâtre disposées en symétrie bilatérale. Les corolles mesure entre 2,5 et 4 cm de long. Elles sont constituées de pétales partiellement soudés s'achevant par 5 lobes libres. De couleur jaune-verdâtre, elles sont souvent mouchetée de violacé ou de couleur rouille.
Le fruit est une capsule d'environ 6 cm de long, prolongée par une corne incurvée ; l'ensemble peut atteindre plus de 12 cm de long. A maturité, cette capsule s'ouvre en deux.

## Répartition et habitat
Elle pousse sur sol sablonneux dans les plaines arides et les déserts du sud-ouest des États-Unis, du sud de la Californie à l'ouest du Texas.